# Peaches & Herb
Peaches & Herb è un duo musicale statunitense soul e pop.

## Storia del gruppo
Fondati a Washington nel 1966 e composti da Francine Edna "Peaches" Hurd Barker (1947-2005) e Herb Fame (1941), Peaches & Herb riuscirono a entrare nelle classifiche con una serie di singoli pubblicati nel 1967, tra i quali Close Your Eyes, una cover dei Five Keys e Let's Fall in Love, reinterpretazione di un duetto di successo di Art Jarrett e Ann Sothern. Il duo, che si era intanto guadagnato l'appellativo di "Sweethearts of Soul", continuò a pubblicare brani da classifica negli anni Il gruppo cessò temporaneamente la sua attività nel 1970, anno in cui Francine iniziò a lavorare per la polizia di Washington. Nel 1976 Herb tornò riformò il gruppo con l'ex modella Linda Greene. I singoli pubblicati dai nuovi Peaches & Herb ebbero anch'essi successo, specialmente la ballata Reunited del 1978, che si inserì in cima alla Hot 100 e la classifica R&B. Negli anni seguenti la cantante verrà cambiata più volte; quella odierna è Wanda Makle.

## Formazione

### Attuale
- Wanda Makle – voce
- Herb Fame – voce

### Ex membri
- Francine "Peaches" Hurd Barker – voce
- Marlene Mack – voce
- Linda Greene – voce
- Patrice Hawthorne – voce
- Gabrielle Goyette – voce
- Miriamm Wright – voce
- Meritxell Negre – voce

## Discografia

### Album
- 1967 – For Your Love
- 1967 – Let's Fall in Love
- 1977 – Peaches & Herb
- 1978 – 2 Hot
- 1979 – Twice the Fire
- 1979 – Demasiado Candente
- 1980 – Worth the Wait
- 1981 – Sayin' Something
- 1983 – Remember
- 2009 – Colors of Love